# Herbord z Fulštejna
Rytíř Herbort z Fulmu († asi 1288) byl moravský šlechtic, původem z Vestfálska, leník olomouckého biskupa Bruna, v jehož službách pak započal Herbordův politický vzestup. Na Osoblažsku se podílel na stavbě hradu Fulštejna, podle něhož se on a jeho potomci nazývali. Ve Štýrsku zastával úřad zemského sudího a na sklonku života úřad nejvyššího moravského komořího na Opavsku.

## Životopis

### Původ a příchod na Moravu
Klášter Möllenbeck (u Rinteln, okres Schaumburg, Dolní Sasko), založený v roce 896 šlechtičnou Hildburgou, je prvním místem, kde prameny ministeriála Herborda z Fulmenu u Rinteln (Vestfálsko) v pol. 13. století zachycují. Za peněžní náhradu se Herbord ze služeb kláštera uvolnil a následně jako biskupský stolník převzal fojtství a řízení kolonizace na Osoblažsku. Dne 22. února 1249 Herbord svědčí na listině olomouckého biskupa Bruna, vystavené v Jablonném v Podještědí pro Havla z Lemberka, dne 11. prosince 1251 vedl z pověření biskupa Bruna diplomatická jednání v dolnoslezské Olavě, v létě roku 1253 se účastnil bojů proti rusko-polským oddílům vedených knížaty Danielem Haličským a jeho syny Lvem a Vladislavem Opolským a v letech 1254-55 tažení českého krále Přemysla Otakara II. do Prus.

### Majetek
Na stavbě hradu Fulštejn (Füllenstein), podle kterého se páni z Fulštejna později nazývali, se podílel z jedné části biskup Bruno a z druhé jeho podstolí rytíř Herbord. Dne 6. listopadu 1255 podstoupil biskup Bruno na základě ministeriálního práva magdeburského arcibiskupství Herbordovi z Fulštejna polovinu hradu pod podmínkou, že propůjčený díl bude i nadále spjat s úřadem biskupského stolníka. Hebord byl v důsledku škod při obraně Osoblažska odškodněn, jako náhradu dostal od olomouckého biskupa Bruna lénem ve Slezsku panství Klisino(Gläsen) a Tomice(Tomnitz), dále lénem ves Slezské Rudoltice(Rudolueswalt) se 40 lány, Bohušov (Godeuerdestorp) s 35 lány a Slavkov. V roce 1265 zakoupil na Opavsku dvě alodní vsi Křanovice a Štěpánkovice. V roce 1266 převedl Herbord polovinu hradu na svého nejmladšího syna Ekerika.

### Služba ve Štýrsku
V roce 1263 byl pravděpodobně lokátorem města Bruck an der Mur ve Štýrsku. V letech 1264–1269/70 ve Štýrsku zastával úřad zemského sudího, kde se svým příbuzným Dětřichem z Fulmu (Dietrich von Fulmen), kastelánem ve Freisachu (r. 1264, r. 1271), později purkrabím v Offenburgu, vytvořili základ přemyslovské správy.

### Závěr života
Spolu se svými syny Janem a Ekerikem byl iniciátorem výstavby gotického kostela sv. Martina v Bohušově, který vznikl pravděpodobně v poslední čtvrtině 13. století. V roce 1267 vedl diplomatickou misi, která měla podpořit kanonizaci svaté Hedviky a zároveň podpořit česko–slezské spojenectví. Dne 26. srpna 1278 se Herbord z Fulštejna a jeho syn Herbord II. zúčastnili po boku krále Přemysla Otakara II. bitvy na Moravském poli. Herbordův syn zde padl a stárnoucí rytíř Herbord z Fulštejna byl zajat a teprve po Brunově přímluvě omilostněn a propuštěn.
V letech 1279–1280 náležel, spolu se syny Janem, Konrádem a Hennigem, k čelním osobnostem v okruhu biskupa Bruna a královské vdovy Kunhuty. Na sklonku svého života působil Herbord z Fulštejna na Opavsku ve funkci nejvyššího moravského komořího, kde pečetil nejen důležité listiny místní nobility, ale také vévody Mikuláše I. Opavského. Naposledy je zmiňován jako svědek vévody v roce 1288 a zřejmě brzy poté ve vysokém věku zemřel. Pochován byl snad v hrobce kostela sv. Martina v Bohušově. Po otcově smrti se syn Jan vrátil do Vestfálska, kde převzal otcovo dědictví. Hennigovi a jeho dědicům (z Křanovic a Pusům z Fulštejna) připadl statek v Křanovicích. Syn Theodorich zastával úřad olomouckého probošta. Vnuk Walter si držel léno v Ketři s alodní a manskou částí Velkých Petrovic. Hrad Fulštejn zůstal v držení Ekerika a jeho synovce Herborda III. Trabergera.